# Maison au 8, rue des Hallebardes à Strasbourg
La maison au 8, rue des Hallebardes est un monument historique situé à Strasbourg, dans le département français du Bas-Rhin.

## Historique
L'édifice fait l'objet d'une inscription au titre des monuments historiques depuis 1929.